# バリー・ジョーンズ
バリー・ジョーンズ（Barry Jones 、1974年5月3日 - ）は、イギリスの男性プロボクサー。ウェールズカーディフ出身。元WBO世界スーパーフェザー級王者。生涯KO勝利は1つもなかったが強固なディフェンスを武器に強打の選手と互角に渡り歩いた。

## 来歴
1992年10月28日、プロデビューを果たし6回60-57の判定勝ちを収め白星でデビューを飾った。
1993年10月9日、ジョン・ホワイトと対戦し4回判定勝ちを収めた。
1993年11月10日、ネイル・スワインと対戦し6回59-58の判定勝ちを収めた。
1994年8月27日、ケイルトン・マッケンジーと対戦し6回判定勝ちを収めた。
1995年5月25日、ジャスティン・マーフィーと対戦し10回判定勝ちを収めた。
1996年11月30日、デビット・モリスと対戦し引き分けに終わった。
1997年4月12日、シェフィールドのヒルズボロウス・レウスル・センターでIBFインターコンチネンタルスーパーフェザー級王者ピーター・ジュドソンと対戦し12回2-1(113-115、116-113、115-113)の判定勝ちを収め王座獲得に成功した。
1997年6月21日、アフィーフ・デジェルティと対戦し12回3-0(116-114、2者が116-112)の判定勝ちを収め初防衛に成功した。
1997年12月19日、ロンドンのニュー・ロンドン・アリーナでレジリオ・ツールの返上で空位となったWBO世界スーパーフェザー級王座決定戦でウィルソン・パラシオと対戦し12回3-0(116-112、2者が118-110)の判定勝ちを収め王座獲得に成功した。
1998年怪我の影響で試合が出来ず1度も防衛することなくWBO世界スーパーフェザー級王座を返上した。
1999年6月5日、クリス・ウィリアムスと対戦し6回59-56の判定勝ちを収めた。
2000年1月15日、ドンカスターのドンカスター・ドームでWBO世界スーパーフェザー級王者アセリノ・フレイタスと対戦したが初黒星となる8回50秒TKO負けを喫し3年振りの王座返り咲きに失敗した試合を最後に現役を引退した。
現在はイギリスのボクシング専門テレビ局ボックス・ネイションで解説をしている。

## 獲得タイトル
- IBFインターコンチネンタルスーパーフェザー級王座
- 第7代WBO世界スーパーフェザー級王座（防衛0=返上）